# Ahliesaurus
Genre
Ahliesaurus est un genre de poissons marins de la famille des Notosudidae.

## Systématique
Le genre Ahliesaurus a été créé en 1976 par les ichtyologues danois Erik Bertelsen (d) et britannique Norman Bertram Marshall (d), ainsi que le naturaliste autrichien Gerhard Krefft avec pour espèce type Ahliesaurus berryi.

### Étymologie
Pour Etyfish, le nom générique, Ahliesaurus, est la combinaison de Ahl en l'honneur de l'ichtyologiste américain Elbert Halvor Ahlstrom (d) (1910-1979), et de saurus, dérivé du grec ancien σαύρα (saúra), « lézard », un suffixe fréquemment employé pour les Aulopiformes (les « poissons-lézards »).

### Publication originale
- (en) Erik Bertelsen, Gerhard Krefft et Norman B. Marshall, « The fishes of the family Notosudidae », Dana Report, no 86,‎ 1976, p. 1-114.

## Liste des espèces
Selon World Register of Marine Species (19 juin 2025) :
- Ahliesaurus berryi Bertelsen, Krefft & Marshall, 1976
- Ahliesaurus brevis Bertelsen, Krefft & Marshall, 1976